# Lliga espanyola de tennis de taula masculina
La Lliga espanyola de tennis de taula masculina, coneguda com Superdivisió masculina de tennis de taula i, anteriorment coneguda com Lliga Nacional de tennis de taula, és una competició esportiva de clubs de tennis de taula espanyola, creada la temporada 1960-61. De caràcter anual, està organitzada per la Reial Federació Espanyola de Tennis de Taula. Els equips participants disputen la competició en format de lligueta, decidint els equips que participaran a la fase final. Aquesta es celebra en format de play-offs que determina el campió del torneig.
Els clubs catalans i andalusos són els que han guanyat més vegades la competició. Els equips catalans dominaren el torneig fins a la dècada del 1980, destacant el Club de 7 a 9 amb disset títols (1963-67, 1969, 1973-78, 1980, 1982-85). Amb la professionalització de l'esport durant la segona meitat de la dècada del 1980, els clubs andalusos trencaren l'hegemonia dels clubs catalans. Entre 1986 i 2009 el Club Tenis Mesa CajaGranada dominà la competició amb vint-i-tres títols, dinou de forma consecutiva (1991-2009). En els darrers anys, destaca l'aparició del CajaSur Priego Tenis Mesa amb set títols (2012-14, 2018-21).

## Historial
| (1) = Nombre de campionats Nota: Noms dels equips segons l'època |

| Edició  | Temporada | Campió                  | Subcampió                   | refs.       |
| ------- | --------- | ----------------------- | --------------------------- | ----------- |
| I       | 1960-61   | Tívoli PPC              |                             | [ 2 ]       |
| II      | 1961-62   | Tívoli PPC (2)          | Club Ariel                  | [ 2 ]       |
| III     | 1962-63   | Club de 7 a 9           |                             | [ 3 ]       |
| IV      | 1963-64   | Club de 7 a 9 (2)       |                             | [ 3 ]       |
| V       | 1964-65   | Club de 7 a 9 (3)       |                             | [ 3 ]       |
| VI      | 1966-66   | Club de 7 a 9 (4)       | Club Ariel                  | [ 3 ]       |
| VII     | 1966-67   | Club de 7 a 9 (5)       | Club Ariel                  | [ 3 ]       |
| VIII    | 1967-68   | Club Ariel              | Club de 7 a 9               | [ 4 ]       |
| IX      | 1968-69   | Club de 7 a 9 (6)       | Club Ariel                  | [ 3 ]       |
| X       | 1969-70   | Club Barcino            |                             |             |
| XI      | 1970-71   | Club Mayda              |                             | [ 5 ]       |
| XII     | 1971-72   | Club Mayda (2)          | Club Ariel                  | [ 5 ]       |
| XIII    | 1972-73   | Club de 7 a 9 (7)       | Club Barcino                | [ 2 ]       |
| XIV     | 1973-74   | Club de 7 a 9 (8)       |                             | [ 3 ]       |
| XV      | 1974-75   | Club de 7 a 9 (9)       | CTT Olesa                   | [ 3 ]       |
| XVI     | 1975-76   | Club de 7 a 9 (10)      | Club 21                     | [ 3 ] [ 6 ] |
| XVII    | 1976-77   | Club de 7 a 9 (11)      |                             | [ 3 ]       |
| XVIII   | 1977-78   | Club de 7 a 9 (12)      |                             | [ 3 ]       |
| XIX     | 1978-79   | Club 21                 | Club de 7 a 9               | [ 7 ]       |
| XX      | 1979-80   | Club de 7 a 9 (13)      | Penya Solera                | [ 3 ]       |
| XXI     | 1980-81   | Penya Solera            | Club Barcino                | [ 8 ]       |
| XXII    | 1981-82   | Club de 7 a 9 (14)      | Penya Solera                | [ 3 ]       |
| XXIII   | 1982-83   | Club de 7 a 9 (15)      |                             | [ 3 ]       |
| XXIV    | 1983-84   | Club de 7 a 9 (16)      | La General Granada          | [ 3 ]       |
| XXV     | 1984-85   | Spontex 7 a 9 (17)      | La General Granada          | [ 3 ] [ 9 ] |
| XXVI    | 1985-86   | La General Granada      | Confecciones Rumadi         | [ 1 ]       |
| XXVII   | 1986-87   | La General Granada (2)  |                             |             |
| XXVIII  | 1987-88   | La General Granada (3)  | Atòmic Bagà                 | [ 10 ]      |
| XXIX    | 1988-89   | La General Granada (4)  |                             |             |
| XXX     | 1989-90   | Ávila Rojas             | La General Granada          | [ 1 ]       |
| XXXI    | 1990-91   | La General Granada (5)  |                             |             |
| XXXII   | 1991-92   | La General Granada (6)  |                             |             |
| XXXIII  | 1992-93   | La General Granada (7)  | AESA Puerto Real            | [ 11 ]      |
| XXXIV   | 1993-94   | La General Granada (8)  | AESA Puerto Real            | [ 12 ]      |
| XXXV    | 1994-95   | La General Granada (9)  | AESA Puerto Real            | [ 13 ]      |
| XXXVI   | 1995-96   | La General Granada (10) | Bagà Petrocat               | [ 14 ]      |
| XXXVII  | 1996-97   | La General Granada (11) | Bagà Petrocat               |             |
| XXXVIII | 1997-98   | CTM CajaGranada (12)    |                             |             |
| XXXIX   | 1998-99   | CTM CajaGranada (13)    |                             |             |
| XL      | 1999-00   | CTM CajaGranada (14)    |                             |             |
| XLI     | 2000-01   | CTM CajaGranada (15)    | Bagà Petrocat               |             |
| XLII    | 2001-02   | CTM CajaGranada (16)    |                             |             |
| XLIII   | 2002-03   | CTM CajaGranada (17)    |                             |             |
| XLIV    | 2003-04   | CTM CajaGranada (18)    |                             |             |
| XLV     | 2004-05   | CTM CajaGranada (19)    |                             |             |
| XLVI    | 2005-06   | CTM CajaGranada (20)    |                             |             |
| XLVII   | 2006-07   | CTM CajaGranada (21)    |                             |             |
| XLVIII  | 2007-08   | CTM CajaGranada (22)    |                             |             |
| XLIX    | 2008-09   | CTM CajaGranada (23)    | CajaSur Priego TM           | [ 1 ]       |
| L       | 2009-10   | CTM S.S. Reyes          | CajaSur Priego TM           | [ 15 ]      |
| LI      | 2010-11   | DKV Borges Vall         | CajaSur Priego TM           | [ 16 ]      |
| LII     | 2011-12   | CajaSur Priego TM       | CTM S.S. Reyes              | [ 17 ]      |
| LIII    | 2012-13   | CajaSur Priego TM (2)   | Leka Enea TM Irun           | [ 18 ]      |
| LIV     | 2013-14   | CajaSur Priego TM (3)   | Arteal Santiago             | [ 19 ]      |
| LV      | 2014-15   | UCAM Cartagena TM       | CajaSur Priego TM           | [ 20 ]      |
| LVI     | 2015-16   | UCAM Cartagena TM (2)   | CajaSur Priego TM           | [ 21 ]      |
| LVII    | 2016-17   | UCAM Cartagena TM (3)   | CajaSur Priego TM           | [ 22 ]      |
| LVIII   | 2017-18   | CajaSur Priego TM (4)   | DKV Borges Vall             | [ 23 ]      |
| LIX     | 2018-19   | CajaSur Priego TM (5)   | Arteal Santiago             | [ 24 ]      |
| LX      | 2019-20   | CajaSur Priego TM (6)   | Asisa Borges Vall           | [ 25 ]      |
| LXI     | 2020-21   | CajaSur Priego TM (7)   | Arteal Santiago             | [ 26 ]      |
| LXII    | 2021-22   | Asisa Borges Vall (2)   | Arteal Santiago             | [ 27 ]      |
| LXIII   | 2022-23   | CajaSur Priego TM (8)   | Arteal Santiago             | [ 28 ]      |
| LXIV    | 2023-24   | CajaSur Priego TM (9)   | Universidad de Burgos - TPF | [ 29 ]      |
| LXV     | 2024-25   | CajaSur Priego TM (10)  | Alacant TM                  | [ 30 ]      |